# Pasierbiec
Pasierbiec ist eine Ortschaft mit einem Schulzenamt der Landgemeinde Limanowa im Powiat Limanowski der Woiwodschaft Kleinpolen in Polen.
Zu den Einnahmequellen des Dorfes zählt neben der Forst- und Landwirtschaft auch der Tourismus.

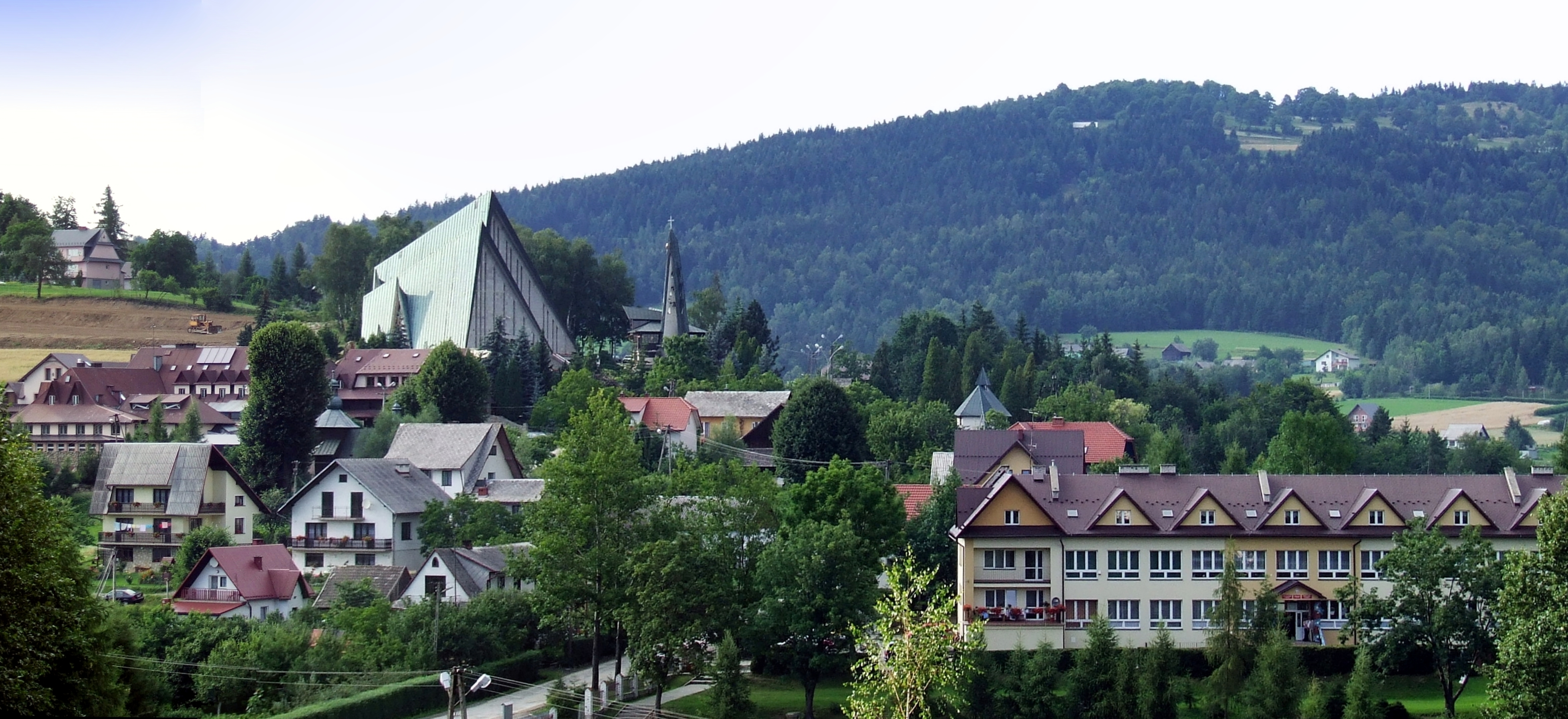
Blick auf Pasierbiec

## Geographie
Der Ort liegt in den Inselbeskiden. Es liegt auf einer Höhe von 485 Metern über Normalnull in der Pasierbiecka Góra. Die nächsten Orte sind Makowica etwa einen Kilometer nordöstlich und Bałażówka etwa 0,6 Kilometer südlich von Pasierbiec. Das Verwaltungszentrum der Gemeinde in Limanowa liegt etwa 6,5 Kilometer in Richtung Südsüdost. 

## Geschichte
Paszsyerbiecz wurde in der Mitte des 15. Jahrhunderts erwähnt.
Politisch und administrativ gehörte das Dorf zum Königreich Polen (ab 1569 in der Adelsrepublik Polen-Litauen), Woiwodschaft Krakau. 

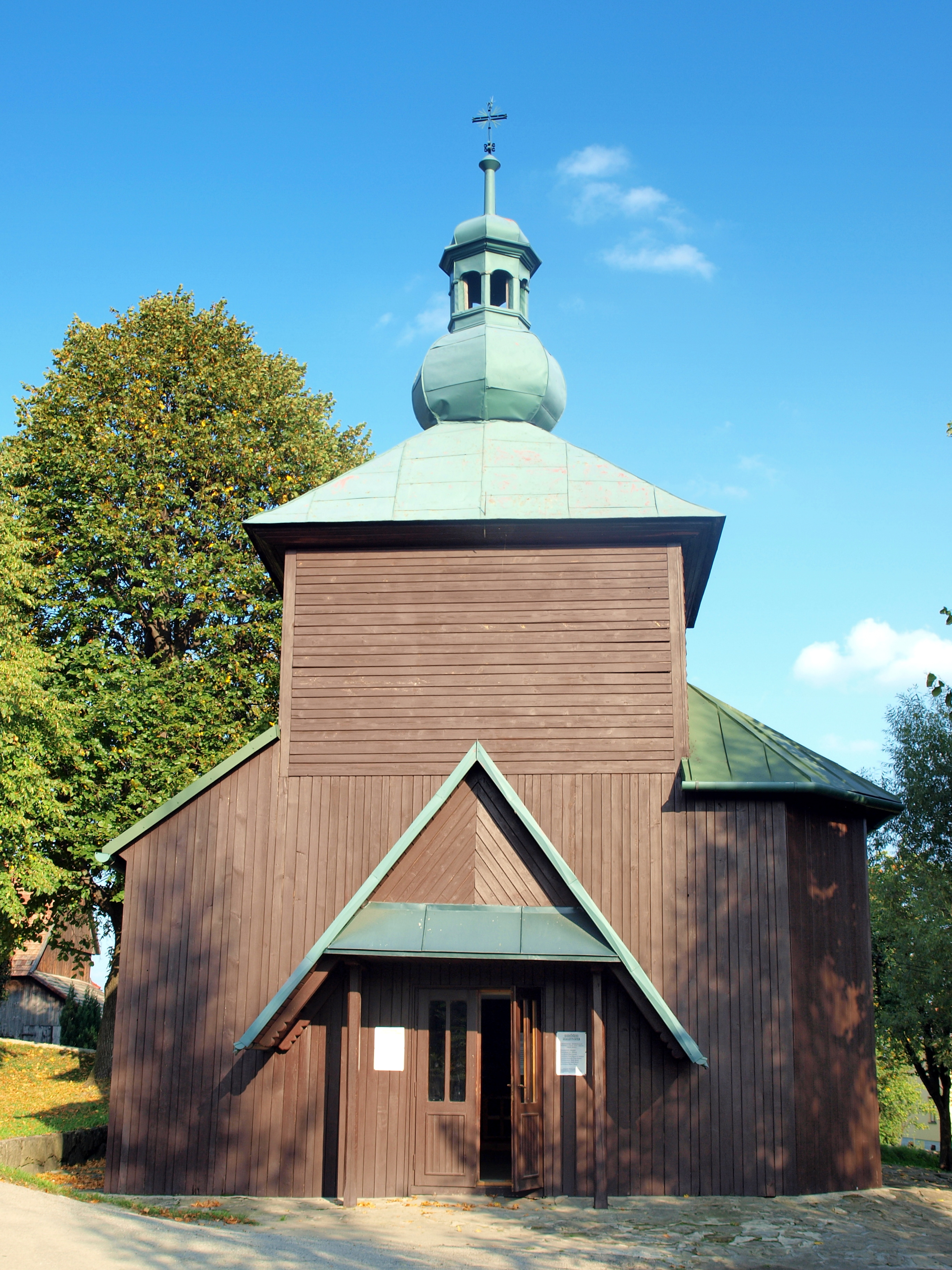
Holzkapelle von Jan Matras

Nach der Ersten Teilung Polens kam Pasierbiec zum neuen Königreich Galizien und Lodomerien des habsburgischen Kaiserreichs (ab 1804). 1822 baute Jan Matras, nach dem Rückkehr aus der österreichischen Armee eine Holzkapelle, die ein Anfang des Sanktuariums in Pasierbiec war.
1918, nach dem Ende des Ersten Weltkriegs und dem Zusammenbruch der k.u.k. Monarchie, kam Pasierbiec zu Polen. Unterbrochen wurde dies durch die Besetzung Polens durch die Wehrmacht im Zweiten Weltkrieg, während der es zum Distrikt Krakau im Generalgouvernement gehörte.
Von 1975 bis 1998 gehörte Pasierbiec zur Woiwodschaft Nowy Sącz.